# Sergej Fokitsjev
Sergej Rostislavovitsj Fokitsjev (Russisch: Сергей Ростиславович Фокичев) (Tsjerepovets, 4 februari 1963) is een voormalig Russisch schaatser.
Sergej Fokitsjev was een sterke 500 meter rijder, maar door zijn mindere 1000 meter kon hij nooit hoge ogen gooien bij een wereldkampioenschap sprint. Hij was in januari 1984 de eerste schaatser die een 500 meter onder de 37 seconden schaatste buiten Medeo. Ondanks deze goede prestatie was het verrassend dat hij later dat jaar goud won op de 500 meter bij de Olympische Winterspelen in Sarajevo. Bij de WK Sprints van 1984 en 1987 wint hij beide keren de 500 meters. Door een, voor zijn doen, redelijke 1000 meter wordt hij beide keren 5e, zijn beste prestatie op een WK Sprint. Op de Winterspelen van 1988 in Calgary rijdt hij een goede 500 meter, maar ditmaal 0,05 seconde te langzaam voor een podiumplek.

## Records

### Wereldrecords laaglandbaan (officieus)
| Nr. | Afstand   | Tijd  | Datum        | Baan      |
| --- | --------- | ----- | ------------ | --------- |
| 1.  | 500 meter | 37,74 | 3 maart 1984 | Trondheim |

## Resultaten
| Jaar | Olympische Spelen | WK Sprint |
| ---- | ----------------- | --------- |
| 1984 | 500m              | 5e        |
| 1985 |                   | 9e        |
| 1986 |                   | 7e        |
| 1987 |                   | 5e        |
| 1988 | 4e 500m           | -         |
| 1989 |                   | 33e       |

- = geen deelname

### Medaillespiegel
| Kampioenschap     | Goud | Zilver | Brons |
| ----------------- | ---- | ------ | ----- |
| Olympische Spelen | 1    | 0      | 0     |
| WK Sprint         | 0    | 0      | 0     |

1924: Charles Jewtraw ·
1928: Clas Thunberg/Bernt Evensen ·
1932: Jack Shea ·
1936: Ivar Ballangrud ·
1948: Finn Helgesen ·
1952: Ken Henry ·
1956: Jevgeni Grisjin ·
1960: Jevgeni Grisjin ·
1964: Richard McDermott ·
1968: Erhard Keller ·
1972: Erhard Keller ·
1976: Jevgeni Koelikov ·
1980: Eric Heiden ·
1984: Sergej Fokitsjev ·
1988: Uwe-Jens Mey ·
1992: Uwe-Jens Mey ·
1994: Aleksandr Goloebev ·
1998: Hiroyasu Shimizu ·
2002: Casey FitzRandolph ·
2006: Joey Cheek ·
2010: Mo Tae-bum ·
2014: Michel Mulder ·
2018: Håvard Holmefjord Lorentzen ·
2022: Gao Tingyu